# Sofie Dumont
Sofie Dumont, née le 7 mars 1974 à Bruxelles, est un chef cuisinier belge, lauréate du titre Lady Chef of The Year belge en 2009.

## Formation
Sofie Dumont suit une formation de chef cuisinier à l'école Elishout à Anderlecht, un cours d'œnologie à l'école hôtelière Ter Duinen à Coxyde, une formation de traiteur à Ter Groene Poort à Bruges et une année de spécialisation desserts à Coloma (nl) à Malines.

## Biographie
Mariée le 1er juin 2013 avec Wim Vannechten, elle est maman de Grace Lio Summer, née le 22 janvier 2013. La famille habite à Gooik (province du Brabant flamand).

## Animatrice à la télévision
Elle a présenté, depuis 2012, le programme culinaire quotidien De keuken van Sofie sur VTM et cela pendant quatre saisons.
Pendant l'été 2019, aux côtés du chef étoilé Benjamin Laborie, elle est juge de l'émission hebdomadaire Grillmasters diffusée le mardi sur la RTBF,.